# Lupinus texensis
Espèce
Statut de conservation UICN

 LC  : Préoccupation mineure
Lupinus texensis, le lupin  du Texas,  est une espèce de plantes à fleurs dicotylédones de la famille des Fabaceae, sous-famille des Faboideae. C'est une Plante herbacée originaire d'Amérique du Nord (Texas, Nord-Est du Mexique).

## Description
C'est une Plante herbacée annuelle pouvant atteindre 30 cm de haut, aux fleurs papilionacées bleues et blanches. La pointe des inflorescences est remarquablement blanche. Ces lupins fleurissent abondamment au début du printemps, recouvrant les prairies du centre du Texas d'un tapis bleu apprécié des touristes et des artistes. Plante facile à cultiver, le lupin du Texas est parfois cultivé dans les jardins comme plante d'ornement. Le département des Transports du Texas (Texas Department of Transportation) ensemence chaque année à l'aide de graines de ce lupin le bord des autoroutes de l'État pour les embellir au printemps. 
Sous le nom de Bluebonnet, l'espèce a été déclarée depuis 1901 « fleur officielle » de l'État du Texas, titre qu'elle partage avec les cinq autres espèces de lupins indigènes du Texas : Lupinus concinnus, Lupinus havardii, Lupinus perennis, Lupinus plattensis et Lupinus subcarnosus,.

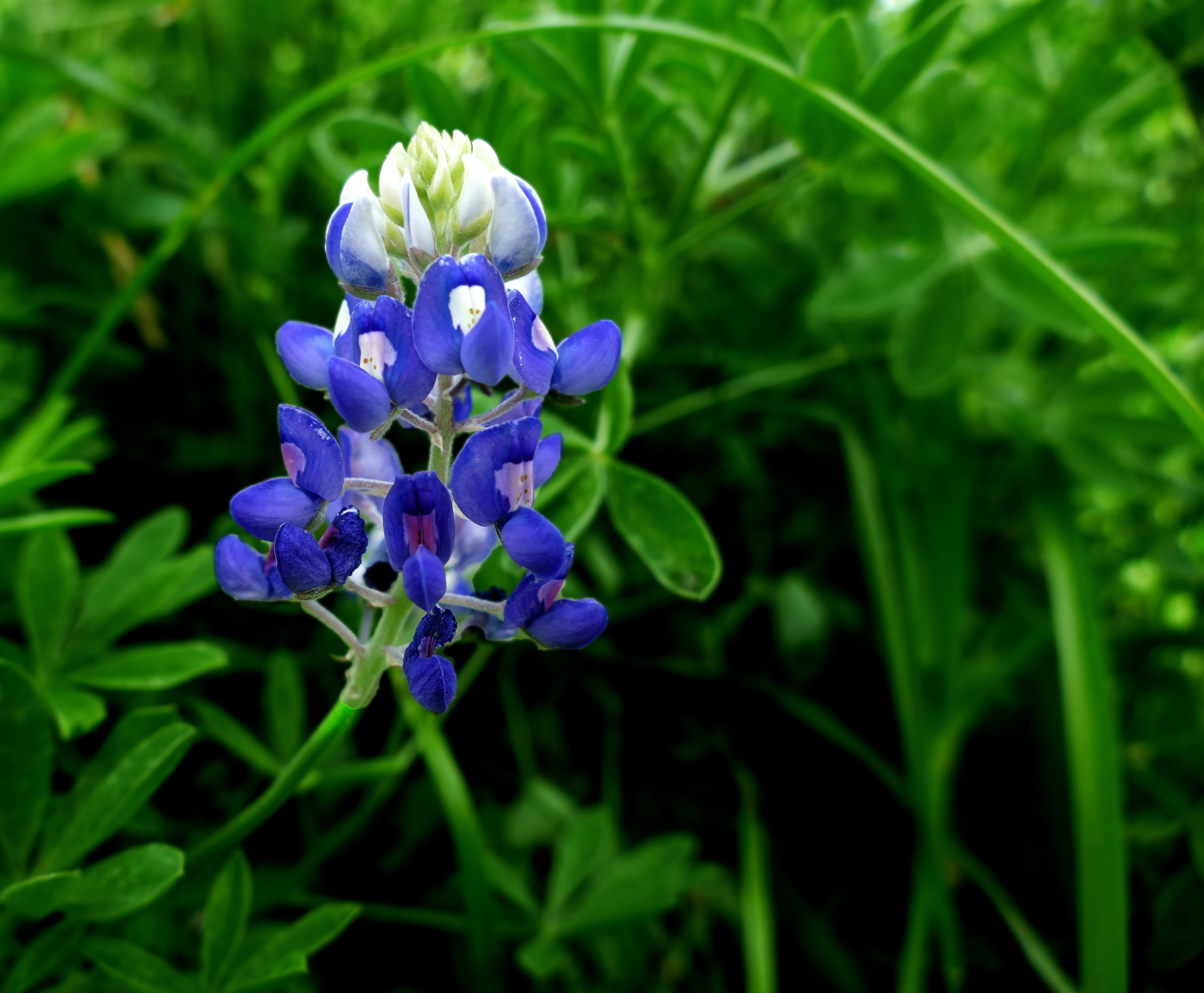
Texas Bluebonnet -- Lupinus texensis